# 534-й окремий гвардійський саперний батальйон (СРСР)
534-й окремий гвардійський Червонопрапорний саперний батальйон (534 гв. ОСБ) — формування інженерних військ Червоної, а згодом Радянської армії, що існувало у 1931—1992 роках. Перед розпадом СРСР батальйон дислокувався в місті Виноградів Закарпатської області, і перейшов під юрисдикцію України. На його основі згодом було сформовано 534-й окремий інженерно-саперний батальйон Збройних сил України.

## Історія
Свій бойовий шлях частина розпочала з Ашхабаду, де в 1931 році була сформована саперна рота, яка працювала на нафтових промислах «Нафтодаг», будівництві Камутбенської греблі, виконувала спеціальне завдання по будівництву гравійного шосе у пісках Кара-Кума (довжиною 15 км). З 1940 по 1941 рік рота будувала гравійне шосе в горах Копетдагу.
Після мобілізації у вересні 1941 року рота була переформована в інженерно-саперний батальйон. У новому складі переходить Іранський кордон і зупиняється у місті Мешхед, де займається бойовою підготовкою. З 1 листопада 1942 року батальйон брав участь в інженерному забезпеченні бойових дій в районі Туапсе у складі 128 Туркестанської гірськострілецької дивізії. З січня 1943 р. воював у боях за визволення Тамані і Кубані, станцій Ставропольська та Тригорівська.
Саперна рота батальйону брала участь у будівництві опорних пунктів передових загонів полків, батальйон забезпечував форсування водної перешкоди річки Афікс,[уточнити] прокладав проходи в мінних полях, будував штормові мости через плавні річок. За успішні бойові дії 9 жовтня 1941[уточнити] року батальйону було присвоєно найменування «Гвардійський».
На початку 1944 року батальйон бере участь в успішному проведенні операції з розгрому ворога в Криму і визволенню міст Керч, Феодосія, Ялта, Севастополь. За ці бойові дії дивізія була нагороджена орденом «Червоного прапора». 20 вересня 1944 року батальйон передислоковується до Чехословацького кордону і отримує завдання — забезпечення бойових дій піхоти при прориві оборони фашистів у районі міста Віслок — Гурна, форсування водних перешкод на річках Ольга і Одер. За успішні бойові дії по визволенню міста Оломоуц усьому особовому складу від імені Верховного Головнокомандувача була висловлена подяка. Влітку 1945 року батальйон здійснив марш до міста Ужгород, яке стало місцем його постійної дислокації.
У 1992 році після розпаду СРСР батальйон перейшов під юрисдикцію України як 534-й окремий інженерно-саперний батальйон.